# XI. Zimske olimpijske igre – Sapporo 1972.
XI. Zimske olimpijske igre su održane 1972. godine u gradu Sapporu u Japanu. Bio je to prvi puta da su Zimske olimpijske igre održane u Aziji, odnosno čak i prve ZOI održane izvan Europe ili SAD-a.
Pitanje odnosa profesionalnog i amaterskog športa još uvijek nije bilo potpuno razriješeno. Austrijskom skijašu Karlu Schranzu je nastup zabranjen zbog toga što mu je jedan proizvođač skijaške opreme platio za reklamiranje skijaške opreme. Istovremeno su na Igrama nastupali primjerice hokejaši iz istočne Europe koji su mahom svi se profesionalno bavili tim športom u svojim zemljama odnosno za to bili i plaćeni. Zbog te su činjenice Igre bojkotirali hokejaši Kanade, koji u svoju momčad nisu smjeli uvrstiti profesionalce iz NHL lige a morali su se natjecati protiv profesionalaca iz SSSR-a ili Čehoslovačke.
U natjecateljskom programu su se istaknuli sljedeći pojedinci i momčadi:
- Domaćin je svoje zvjezdane trenutke imao u natjecanju skijaša skakača, kada su na maloj skakaonici predstavnici Japana osvojili sve tri medalje. Zlato je osvojio Yukio Kasaya, što je ujedno i prva zlatna medalja za Japan na ZOI u povijesti.
- Veliko iznenađenje je priredio alpski skijaš Fernandez Ochoa iz Španjolske koji je superiorno osvojio zlato u slalomu ispred favoriziranih Austrijanaca, Švicaraca, Talijana i drugih predstavnika jakih skijaških nacija.
- Skijaškim trčanjem je kod žena dominirala Galina Kulakova iz SSSR-a, koja je pobijedila u sve tri dicsipline: 5 i 20 km pojedinačno te u štafeti 4 x 7,5 km.
- U brzom klizanju se iskazao Nizozemac Adrianus Schenk, koji je zlata osvojio u utrkama na 1500, 5000 i 10000 m, postavivši pri tome i dva olimpijska rekorda. Nizozemci su toliko bili oduševljeni Schenkovim nastupom da su nakon Igara po njemu nazvali jedan cvijet.

## Popis športova
| - alpsko skijanje - biatlon - bob - brzo klizanje - hokej na ledu - sanjkanje |  | - nordijsko skijanje: - skijaško trčanje - nordijska kombinacija - skijaški skokovi - umjetničko klizanje |

## Popis podjele medalja
(Medalje domaćina posebno istaknute)
| Zimske olimpijske igre Sapporo 1972. | Zimske olimpijske igre Sapporo 1972. | Zimske olimpijske igre Sapporo 1972. | Zimske olimpijske igre Sapporo 1972. | Zimske olimpijske igre Sapporo 1972. | Zimske olimpijske igre Sapporo 1972. |
| ------------------------------------ | ------------------------------------ | ------------------------------------ | ------------------------------------ | ------------------------------------ | ------------------------------------ |
| Plasman                              | Država                               | Zlato                                | Srebro                               | Bronca                               | Ukupno                               |
| 1                                    | SSSR                                 | 8                                    | 5                                    | 3                                    | 16                                   |
| 2                                    | Istočna Njemačka                     | 4                                    | 3                                    | 7                                    | 14                                   |
| 3                                    | Švicarska                            | 4                                    | 3                                    | 3                                    | 10                                   |
| 4                                    | Nizozemska                           | 4                                    | 3                                    | 2                                    | 9                                    |
| 5                                    | SAD                                  | 3                                    | 2                                    | 3                                    | 8                                    |
| 6                                    | Zapadna Njemačka                     | 3                                    | 1                                    | 1                                    | 5                                    |
| 7                                    | Norveška                             | 2                                    | 5                                    | 5                                    | 12                                   |
| 8                                    | Italija                              | 2                                    | 2                                    | 1                                    | 5                                    |
| 9                                    | Austrija                             | 1                                    | 2                                    | 2                                    | 5                                    |
| 10                                   | Švedska                              | 1                                    | 1                                    | 2                                    | 4                                    |
| 11                                   | Japan                                | 1                                    | 1                                    | 1                                    | 3                                    |
| 12                                   | Čehoslovačka                         | 1                                    | 0                                    | 2                                    | 3                                    |
| 13                                   | Poljska                              | 1                                    | 0                                    | 0                                    | 1                                    |
| 13                                   | Španjolska                           | 1                                    | 0                                    | 0                                    | 1                                    |
| 15                                   | Finska                               | 0                                    | 4                                    | 1                                    | 5                                    |
| 16                                   | Francuska                            | 0                                    | 1                                    | 2                                    | 3                                    |
| 17                                   | Kanada                               | 0                                    | 1                                    | 0                                    | 1                                    |
|                                      |                                      |                                      |                                      |                                      |                                      |
| Ukupno                               | Ukupno                               | 36                                   | 34                                   | 35                                   | 105                                  |